# The Incredible Shrinking Woman
The Incredible Shrinking Woman è un film del 1981 diretto da Joel Schumacher, al suo esordio come regista. È liberamente ispirato al romanzo di fantascienza di Richard Matheson Tre millimetri al giorno (The Incredible Shrinking Man, 1956), da cui era stato anche tratto il classico film Radiazioni BX: distruzione uomo (1957) di Jack Arnold. Un'idea analoga verrà utilizzata otto anni dopo nella commedia di successo Tesoro, mi si sono ristretti i ragazzi (1989) di Joe Johnston.

## Trama
Lavare i piatti per una casalinga può essere molto pericoloso: l'uso di un detergente porterà la casalinga Pat Kramer a rimpicciolirsi sino alle dimensioni di una tazzina da caffè. Ma i guai non finiscono qui, poiché un gruppo di criminali è deciso a carpire il suo segreto per dominare il mondo.

## Produzione
Il soggetto del film è tratto da un romanzo di Richard Matheson, Tre millimetri al giorno (The Incredible Shrinking Man, 1956), da cui era stato tratto il film Radiazioni BX: distruzione uomo (1957) di Jack Arnold, considerato un classico del cinema di fantascienza. Ma The Incredible Shrinking Woman assume, diversamente dal primo film, i toni della commedia (idea riutilizzata, otto anni dopo, nel film Tesoro, mi si sono ristretti i ragazzi del 1989 di Joe Johnston).
Il carrello utilizzato nel film è stato usato anche nella sigla iniziale di Jackass The Movie, dove il cast dello show si lanciava sul veicolo improvvisato lungo una strada in discesa venendo colpiti da fumo e calcinacci vari fino a schiantarsi contro un muro.

## Critica
(Fantafilm)